# La Vengeance du corsaire
Pour plus de détails, voir Fiche technique et Distribution.
La Vengeance du corsaire (La vendetta del corsaro) est un film de pirates italien réalisé par Primo Zeglio et sorti en 1951.
Il s'agit du dernier film où joue l'actrice dominicaine María Montez avant sa mort prématurée.

## Synopsis
Pour venger la mort de son père, traîtreusement assassiné par un gouverneur espagnol, et pour libérer sa sœur qu'il retient prisonnière, le comte Enrico di Roccabruna décide de devenir corsaire. C'est en effet le seul moyen pour lui de se débarrasser du gouverneur. Le navire de Roccabruna, le Folgore, devient la terreur de la marine espagnole.

## Fiche technique
- Titre français : La Vengeance du corsaire[2]
- Titre original : La vendetta del corsaro[3]
- Réalisation : Primo Zeglio
- Scénario : Ernesta Sabbi, Fede Arnaud, Romildo Craveri, Alberto Liberati, Riccardo Testa, Antonio Leonviola, Primo Zeglio
- Photographie : Gábor Pogány
- Montage : Mario Serandrei
- Musique : Carlo Rustichelli
- Décors : Alfredo Montori (it)
- Production : Luigi Carpentieri, Ermanno Donati
- Société de production : Athena Cinematografica
- Format : Noir et blanc - 1,37:1 - son mono - 35 mm
- Pays de production :  Italie
- Langue originale : italien
- Durée : 92 minutes
- Genre : film de pirates
- Date de sortie :
  - Italie : 18 octobre 1951
  - France : 25 juillet 1952

## Distribution
- Jean-Pierre Aumont : Comte Henri de Roccabruna
- María Montez : Donna Consuelo, Marquise de Velasco
- Milly Vitale : Luana
- Roberto Risso : Miguel
- Enrico Glori : Raymond de Velasco, le gouverneur du Panama
- Paul Müller : Don Juan De Espinoza
- Franca Tamantini : Dolores, la danseuse
- Saro Urzì : Aguirre
- Umberto Aquilino :
- Mimì Aylmer : Isabella
- Mario Castellani : Armagnac
- Nico De Nigris :
- Vittoria Febbi :
- Michel Flamme :
- Sidney Gordon : Van Hiess
- André Hildebrand :
- Giuseppe La Fenna :
- Claudio Morgan :
- John Myhers :
- Remington Olmsted :
- Piero Pastore : Escudeo
- Manuel Serrano :
- Amalia Pellegrini : Celestina, la vieille religieuse
- Alfredo Rizzo : le sergent

## Production
Le film est tourné à Rome. Jean-Pierre Aumont écrit que lui et Montez ont célébré leur huitième anniversaire de mariage pendant le tournage, le 13 juillet 1951. L'actrice mourra en septembre de la même année.